# Markiz Aberdeen i Temair

## Informacje ogólne
- Dodatkowymi tytułami markiza Aberdeen i Temair są:
  - hrabia Aberdeen
  - hrabia Haddo
  - wicehrabia Formartine
  - wicehrabia Gordon
  - lord Haddo, Methlic, Tarves i Kellie
- Najstarszy syn markiza Aberdeen i Temair nosi tytuł hrabiego Haddo
- Najstarszy syn hrabiego Haddo nosi tytuł wicehrabiego Formartine
- Rodową siedzibą markizów Aberdeen i Temair jest Haddo House w Aberdeenshire

Baroneci Haddo 1. kreacji
- 1642–1644: John Gordon, 1. baronet
- 1644–1665: John Gordon, 2. baronet
- 1665–1720: George Gordon, 3. baronet

Hrabiowie Aberdeen 1. kreacji (parostwo Szkocji)

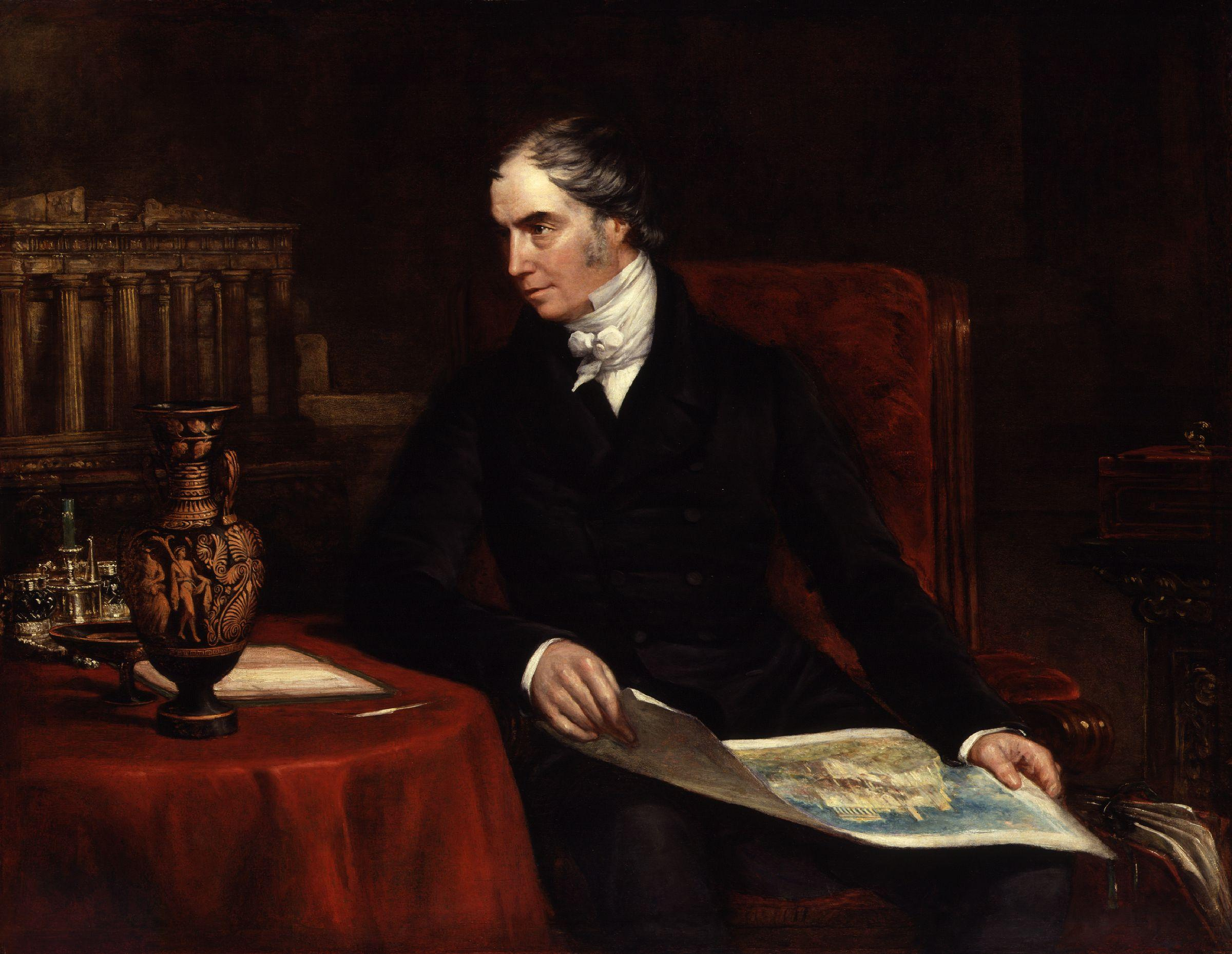
George Hamilton-Gordon, 4. hrabia Aberdeen

- 1682–1720: George Gordon, 1. hrabia Aberdeen
- 1720–1745: William Gordon, 2. hrabia Aberdeen
- 1745–1801: George Gordon, 3. hrabia Aberdeen
- 1801–1860: George Hamilton-Gordon, 4. hrabia Aberdeen
- 1860–1864: George Hamilton-Gordon, 5. hrabia Aberdeen
- 1864–1870: George Hamilton-Gordon, 6. hrabia Aberdeen
- 1870–1934: John Campbell Hamilton-Gordon, 7. hrabia Aberdeen

Markizowie Aberdeen i Temair 1. kreacji (parostwo Zjednoczonego Królestwa)

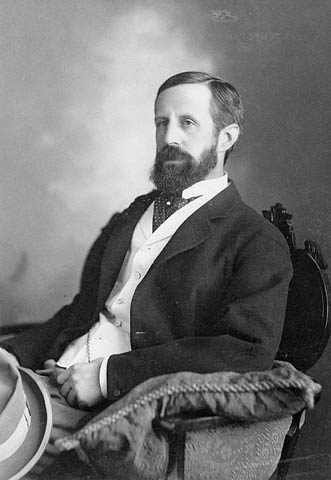
John Hamilton-Gordon, 1. markiz Aberdeen i Temair

- 1916–1934: John Campbell Hamilton-Gordon, 1. markiz Aberdeen i Temair
- 1934–1965: George Gordon, 2. markiz Aberdeen i Temair
- 1965–1972: Dudley Gladstone Gordon, 3. markiz Aberdeen i Temair
- 1972–1974: David George Ian Alexander Gordon, 4. markiz Aberdeen i Temair
- 1974–1984: Archibald Victor Dudley Gordon, 5. markiz Aberdden i Temair
- 1984–2002: Alastair Ninian John Gordon, 6. markiz Aberdeen i Temair
- 2002–2020: Alexander George Gordon, 7. markiz Aberdeen i Temair
- od 2020: George Ian Alastair Gordon